# Avro 685 York
L'Avro 685 York era un quadrimotore da trasporto tattico ad ala alta prodotto dall'azienda britannica A.V. Roe and Company (Avro) negli anni quaranta.
Utilizzato principalmente in ambito militare durante lo svolgimento della seconda guerra mondiale, terminato il conflitto alcuni esemplari vennero convertiti all'uso civile ed utilizzati come aereo di linea e cargo da numerose compagnie aeree mondiali.

## Storia del progetto
L'inizio dello sviluppo dello York prende origine dal bombardiere Lancaster. Ai progettisti apparve chiaro che il Lancaster era in grado di portare un carico significativo ad una, relativamente, alta velocità. Fu allora che il capo progettista della ditta inglese, Roy Chadwick, propose di realizzare un velivolo da trasporto utilizzando diverse parti del bombardiere. Nonostante l'accordo interalleato assegnasse agli Stati Uniti la produzione dei velivoli da trasporto, in modo da permettere all'industria aeronautica britannica di concentrare gli sforzi nella produzione dei velivoli da guerra, il progetto della Avro, designato Type 685, ricevette il via libera nella forma di iniziativa privata.
Il team diretto da Chadwick completò il progetto del nuovo aereo nel febbraio del 1942. Il primo volo fu effettuato nel luglio dello stesso anno. Il Type 685 utilizzava le superfici di volo, il carrello e i motori del Lancaster Mk.I. Nuova era invece la fusoliera dalla sezione quadrata con angoli arrotondati in modo da ridurre la resistenza. La struttura della fusoliera era semi-portante. Il volume della nuova struttura era il doppio della fusoliera del Lancaster. All'interno era divisa in due sezioni di grandezza differente. Il compartimento anteriore era più piccolo di quello posteriore. Le due sezioni erano separate da una porta sistemata sul lato sinistro che fronteggiava un piccolo bagno. Nel compartimento posteriore esisteva una predisposizione per il compartimento bagagli e per una cambusa.
Poco prima che lo York volasse per la prima volta la Avro ricevette un ordine per quattro prototipi, tra i quali era compreso anche il velivolo che era in via di completamento. Furono ordinati anche una piccola serie di velivoli di produzione da completare come velivoli da trasporto passeggeri.
Il primo prototipo fu completato nella configurazione da trasporto, il secondo nella configurazione passeggeri con finestrini rotondi. Il terzo prototipo era sempre un velivolo da trasporto passeggeri ma con finestrini dalla forma quadrata. L'ultimo prototipo era un velivolo per il lancio di paracadutisti con dei portelli di lancio ricavati nel pavimento della cabina. In seguito venne verificato che la turbolenza creata dalla fusoliera rendeva impossibile per lo York svolgere questo compito per cui non furono più realizzati York destinati a questo compito. A partire dal terzo prototipo venne aggiunta, sulla parte posteriore del fusoliera, una pinna che integrava la doppia deriva del Lancaster in modo da incrementare la stabilità direzionale. Questa modifica era dovuta alle grandi dimensioni della nuova fusoliera e dal diverso centro di gravità, rispetto al Lancaster, che questa generava.
Il primo velivolo completato venne utilizzato per le prove e successivamente trasformato nell'unico York C Mk.2 prodotto. Su questo aereo furono montati i motori stellari Bristol Hercules VI da 1.650 hp (1.230 kW).
Il secondo prototipo rimase a disposizione della Avro per gli sviluppi. Il terzo prototipo venne allestito come trasporto VIP. Nella fusoliera era stata realizzata anche una sala riunioni. L'ultimo York venne consegnato nel marzo del 1943 al 24° Squadron con la denominazione di York C Mk.I divenendo l'aereo personale del primo ministro Winston Churchill.

## Impiego operativo
Le consegne dello York, a causa della bassa priorità assegnata alla sua produzione, furono all'inizio molto diradate.  La prima unità equipaggiata solo con questo velivolo fu lo Squadron 511 che passò sul nuovo velivolo nel 1945. In totale furono dieci gli Squadron della Royal Air Force a ricevere lo York. Questi aerei erano in tre configurazioni: passeggeri, trasporto e trasporto/passeggeri. Durante il ponte aereo di Berlino vennero impiegati sette Squadron equipaggiati con questo quadrimotore.
La produzione si concluderà nell'aprile del 1948 dopo che ne erano stati realizzati 257, dei quali 208 per la RAF e 49 per impieghi civili. Nella Forza Aerea comincerà ad essere, lentamente, sostituito con l'Handley Page HP.67 Hastings partire dalla fine del 1948. L'ultimo esemplare verrà ritirato dal servizio attivo solo nel 1957. Molti York surplus verranno impiegati da diverse aerolinee charter.

## Versioni
York I
versione da trasporto civile.
York C.I
versione da trasporto militare destinata alla RAF.
York C.II
prototipo, versione dello York equipaggiato con motori radiali Bristol Hercules XVI, realizzata in un solo esemplare.

## Utilizzatori

### Militari
Australia
- Royal Australian Air Force
  - Governor-General's Flight RAAF

 Francia
- Armée de l'air

 Regno Unito
- Royal Air Force

 Sudafrica
- South African Air Force

### Civili
Aden
- Aden Airways

 Argentina
- Flota Aérea Mercante Argentina
- Aerolíneas Argentinas

 Iran
- Persian Air Services

 Libano
- Middle East Airlines

 Regno Unito
- Air Charter

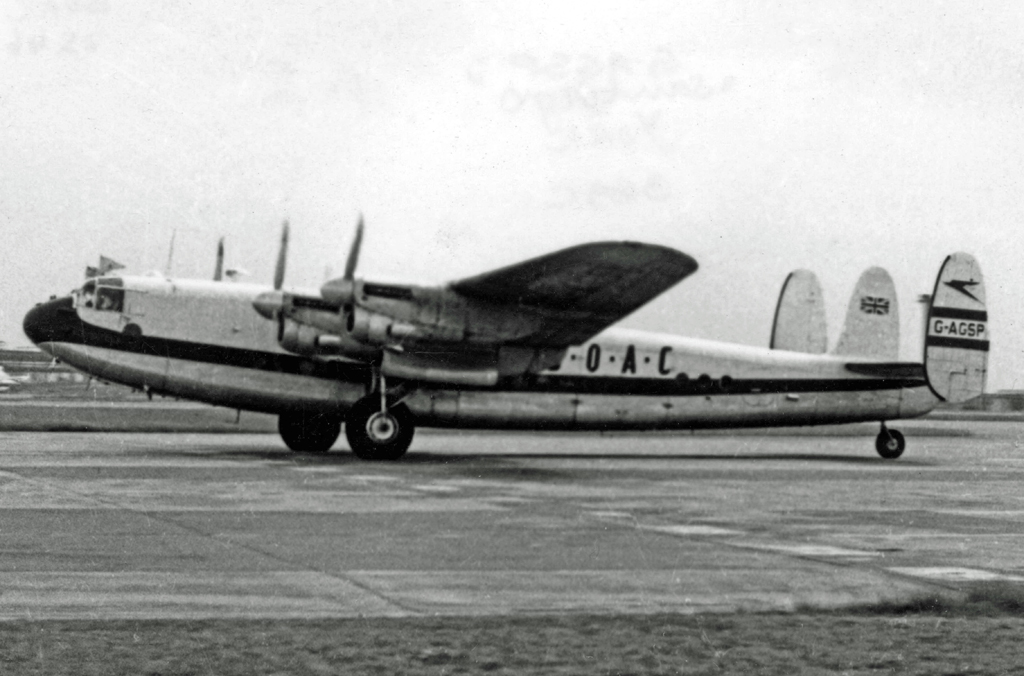
Lo York marche G-AGSP della compagnia aerea BOAC che operava su rotte cargo dall'Aeroporto di Londra-Heathrow nel 1953.

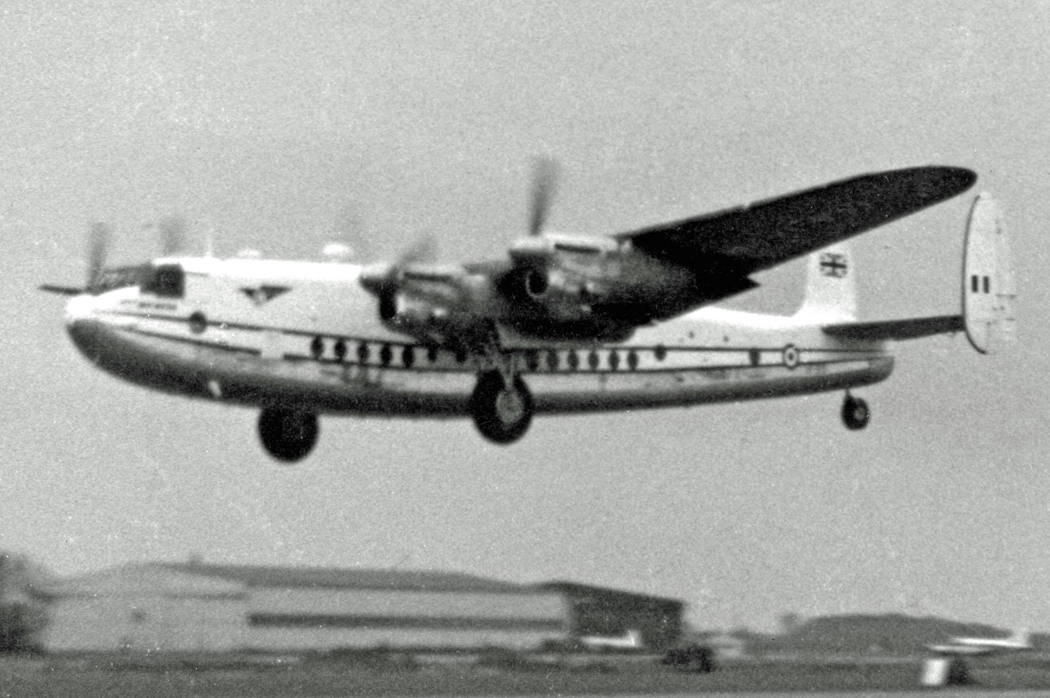
Lo York G-AMUS della compagnia Air Charter in fase di decollo dall'Aeroporto di Londra-Stansted nel 1955.

- British Overseas Airways Corporation
- British South American Airways
- Dan Air
- Eagle Aviation
- Hunting-Clan Air Transport
- Scottish Airlines
- Skyways
- Surrey Flying Services

 Sudafrica
- South African Airways
- Tropic Airways